# Comuna Ozera, Kobeleakî
Ozera (în ucraineană Озера) este o comună în raionul Kobeleakî, regiunea Poltava, Ucraina, formată din satele Morozî, Ozera (reședința), Povodî și Proșciuradî.

## Demografie
Componența lingvistică a comunei Ozera
     Ucraineană (95,92%)
     Rusă (3,47%)
     Alte limbi (0,39%)
Conform recensământului din 2001, majoritatea populației comunei Ozera era vorbitoare de ucraineană (95,92%), existând în minoritate și vorbitori de rusă (3,47%).